# Radegast (piwo)

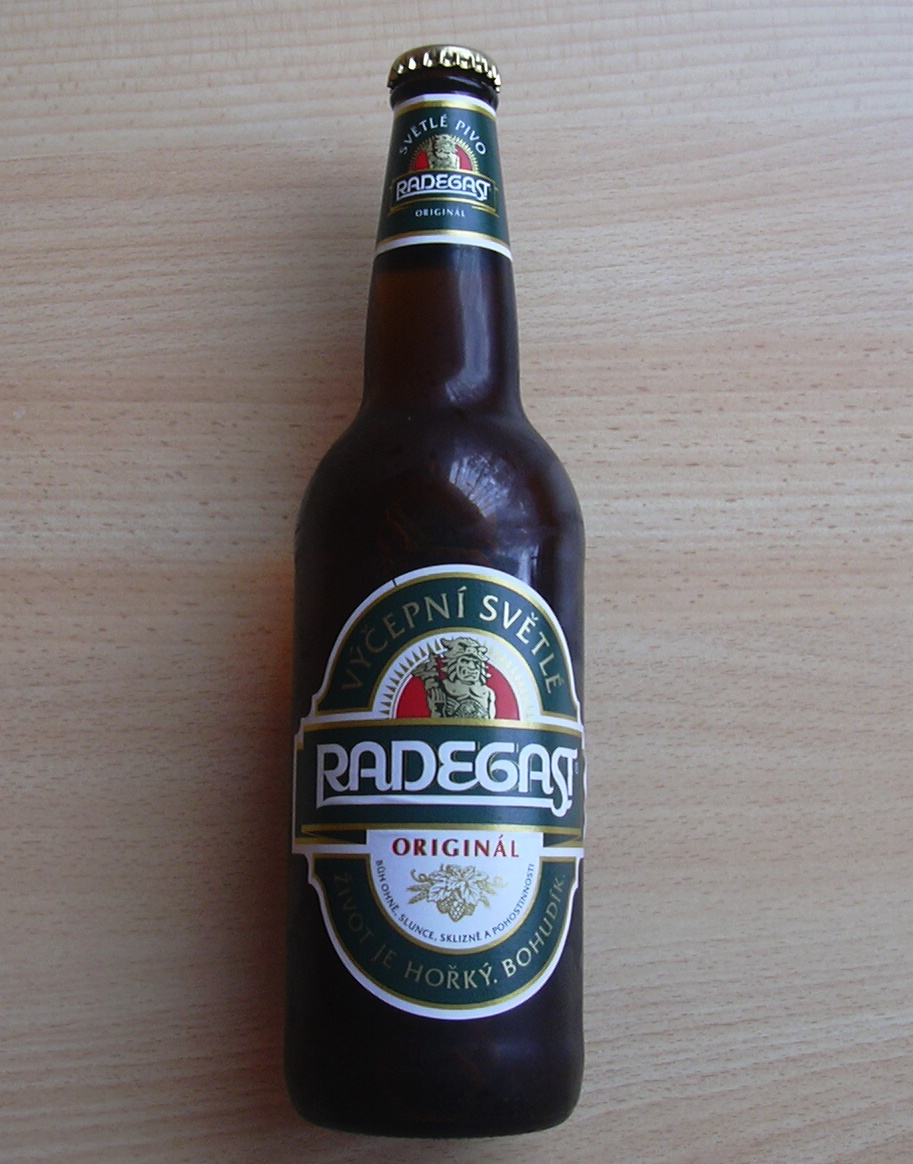
Butelka piwa Radegast

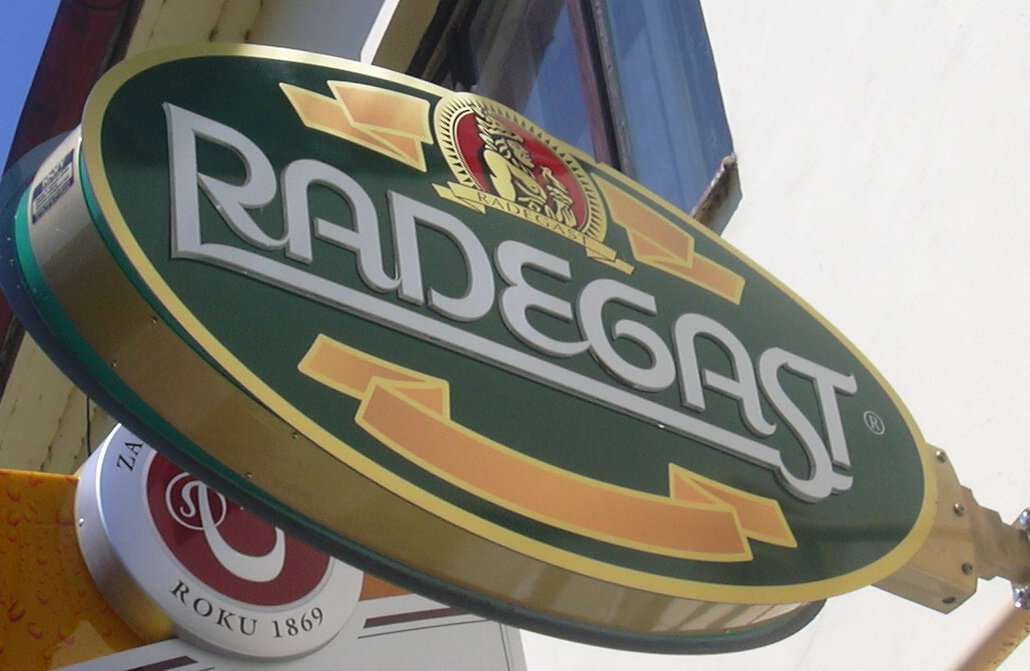
Szyld z logo Radegast

Radegast — marka piwa typu pilzeńskiego o lekkim, zrównoważonym smaku słodowo-chmielowym i o delikatnym słodowym zapachu, które produkowane jest od 1970 roku, w browarze obecnie należącym do japońskiej Asahi Group: Radegast w Noszowicach i Plzeňskim Prazdroju w Pilźnie w Czechach, a także w browarze Šariš w Veľkim Šarišu na Słowacji. Nazwa piwa została zaczerpnięta od nazwy słowiańskiego boga Radegasta.

## Rodzaje piwa Radegast
- Radegast Originál, zaw. alk: 4,0% obj.
- Radegast Ryze Hořká (dawniej Premium), zaw. alk: 5,10% obj.
- Radegast Birell, zaw. alk: 0,49% obj. (piwo bezalkoholowe)[1]

## Galeria

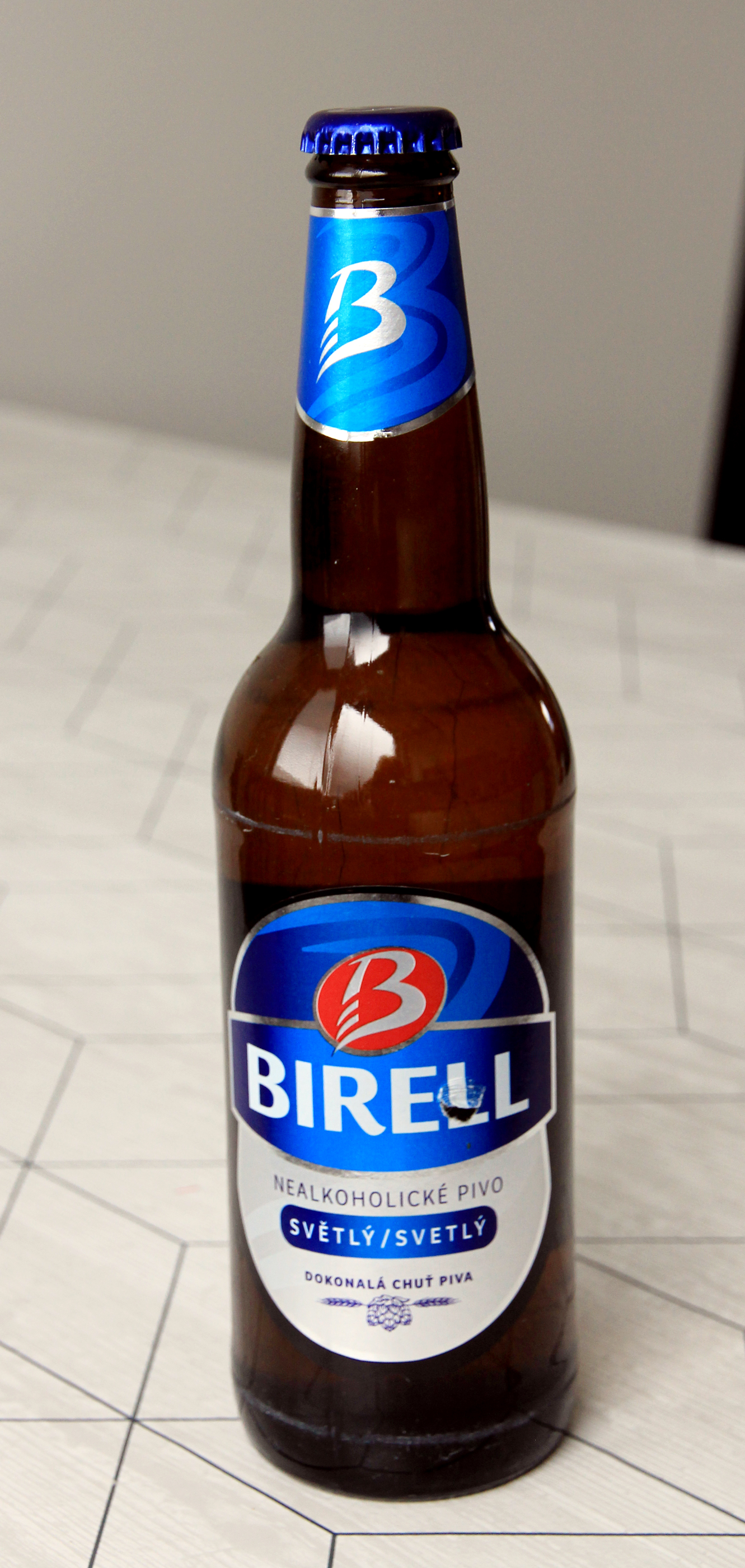
Birell
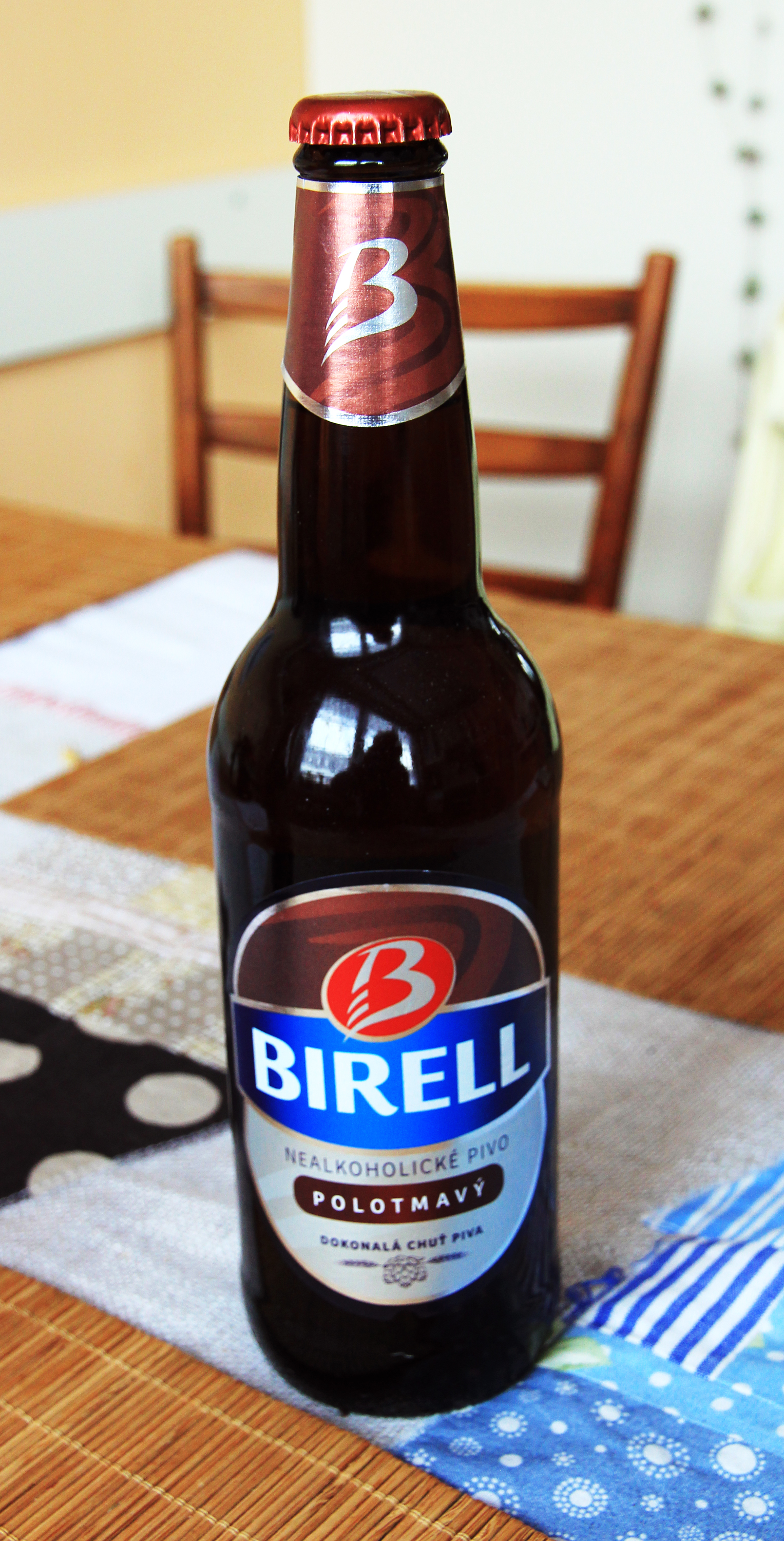
Birell polotmavý
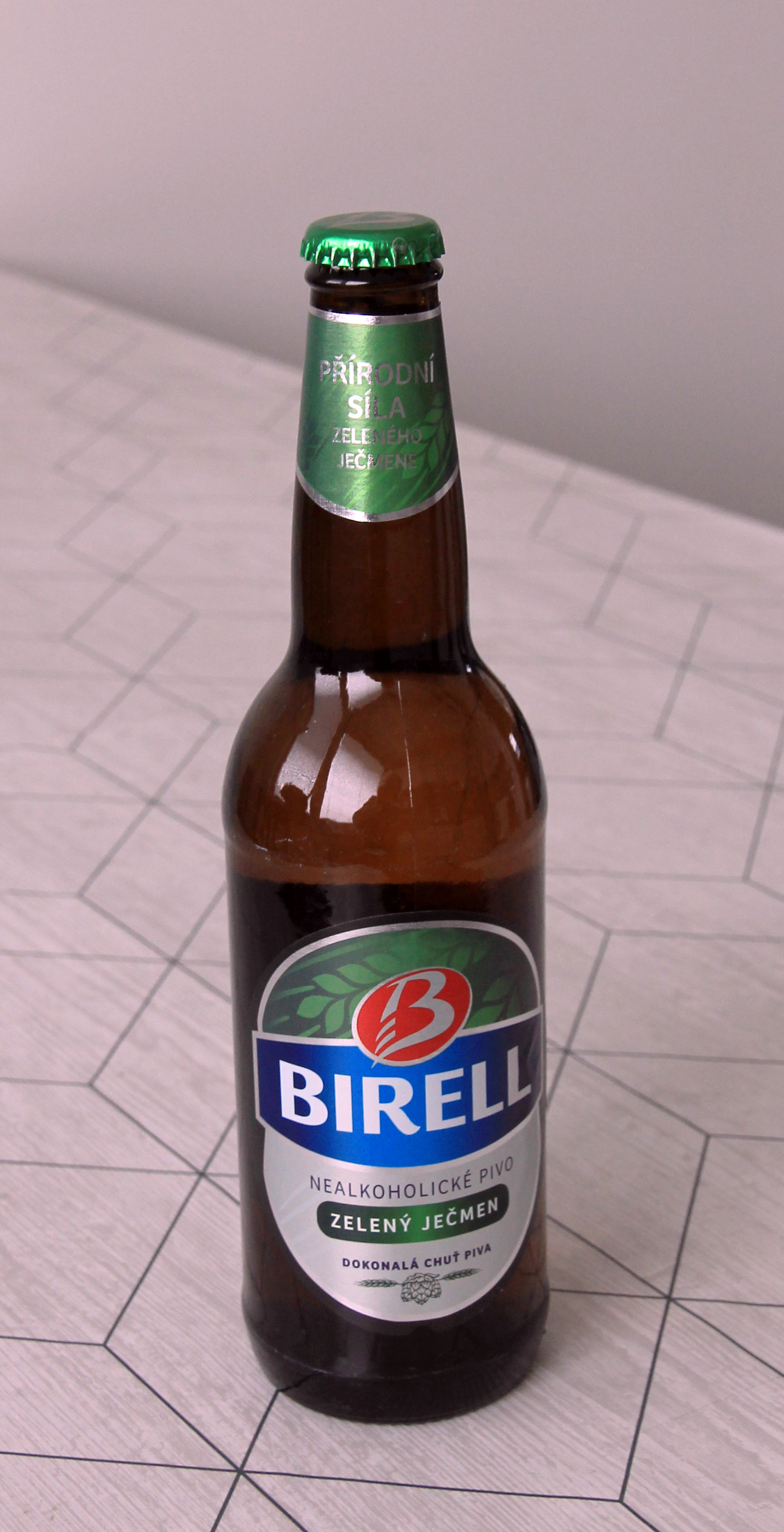
Birell zelený ječmen
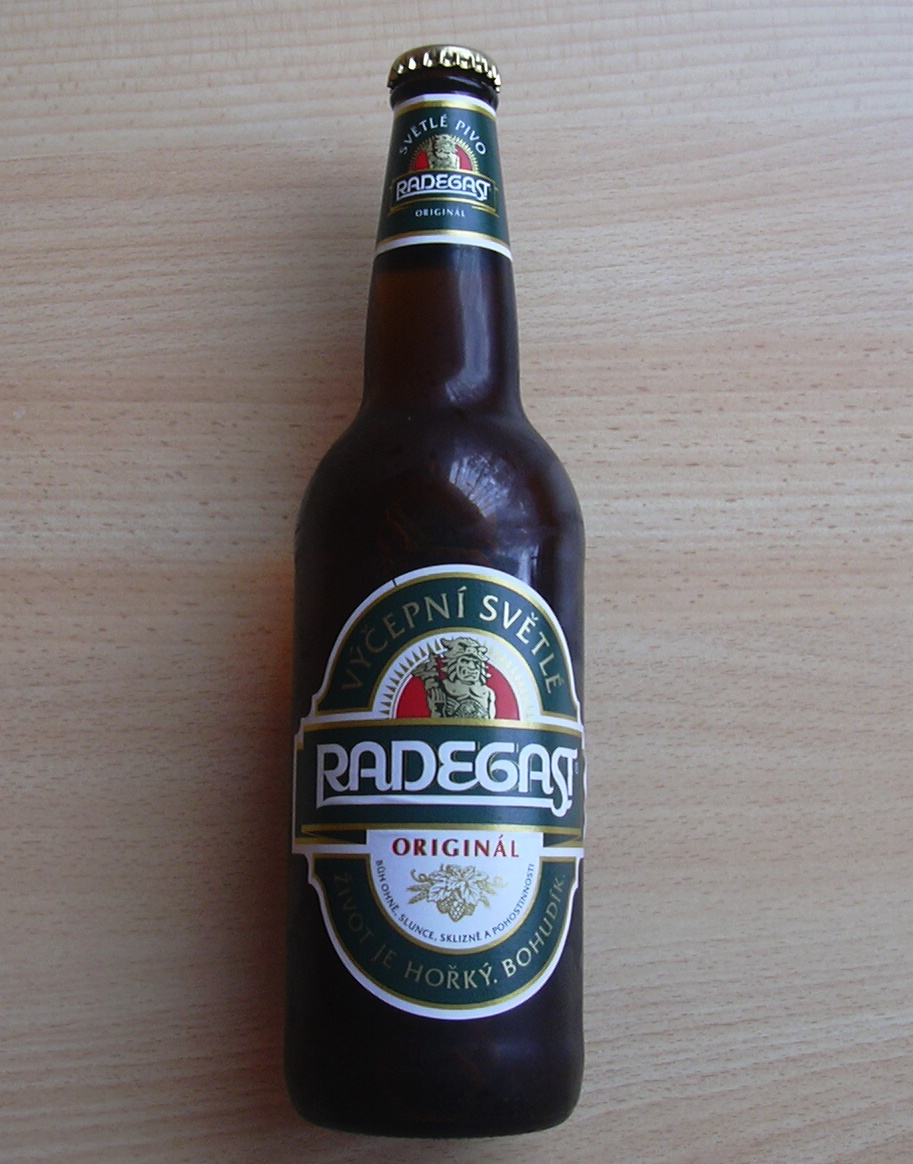
Radegast výčepní světlé
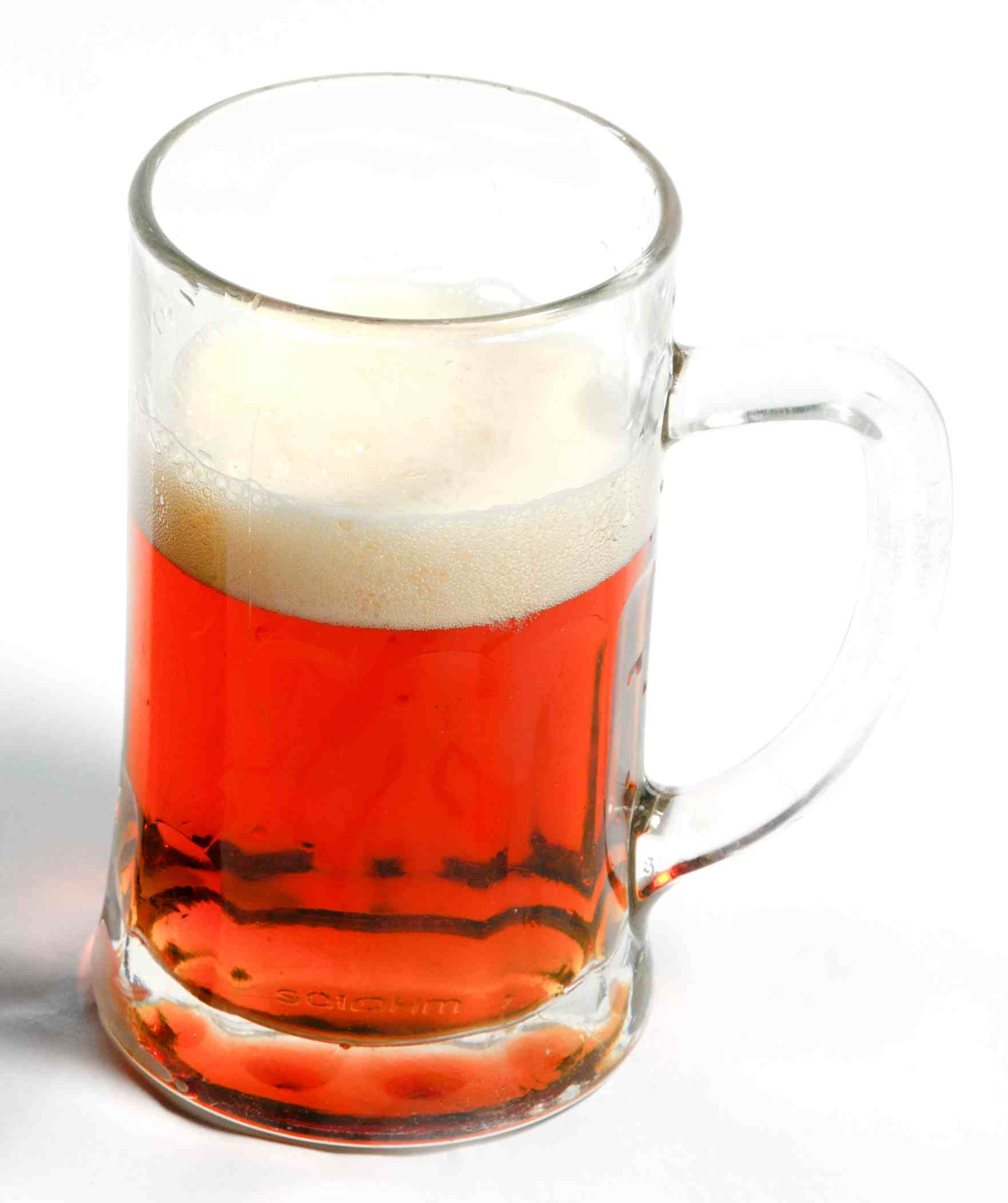
Radegast Temně hořký